# Rhyssemus punctatissimus
Rhyssemus punctatissimus är en skalbaggsart som beskrevs av Riccardo Pittino 1984. Rhyssemus punctatissimus ingår i släktet Rhyssemus och familjen Aphodiidae. Inga underarter finns listade i Catalogue of Life.